# Resolució 2339 del Consell de Seguretat de les Nacions Unides
La Resolució 2239 del Consell de Seguretat de les Nacions Unides, elaborada per França, fou adoptada per unanimitat el 27 de gener de 2017. El Consell va estendre un any més l'embargament d'armes i les altres sancions contra la República Centreafricana.

## Observacions
El representant de la República Centreafricana va titllar les sancions com un "mal necessari". Alguns van demanar l'aixecament de l'embargament d'armes apuntant a la falta de coneixement sobre els fluxos d'armes del seu país.
El representant francès va dir que l'aixecament de l'embargament d'armes havia de ser considerat amb molta cura, atès els fluxos d'armes del país. La capital Bangui estava en pau, però els grups armats es beneficiaven del sistema jurídic feble per cometre delictes, i alguns per evitar l'estabilització i la reconciliació nacional al país. Les sancions eren, doncs, un senyal important per a aquells que intentaven minar el procés polític.

## Contingut
La situació a la República Centreafricana es mantenia greu a causa dels grups armats presents, un exèrcit feble, la limitada autoritat del govern i la supervivència de les causes del conflicte. Els grups es finançaven amb el comerç il·legal d'or, diamants i el joc. Aquests grups havien de ser desarmats, l'exèrcit reformat i la justícia havia de ser restaurada contra la impunitat imperant.
El comerç il·lícit d'armes de foc lleugeres va contribuir a la desestabilització del país, i aquestes armes també es van utilitzar contra la població. Per tant, era important que tots els països implementessin plenament l'embargament d'armes imposat per la resolució 2127 i les sancions imposades per la resolució 2134. Tanmateix, hi havia informes de persones que van viatjar per tota la regió malgrat la prohibició de viatjar. Es va demanar als països que demanessin llistes de passatgers de les aerolínies per detectar aquestes persones.
L'embargament d'armes contra la República Centreafricana es va ampliar fins al 31 de gener de 2018. L'embargament no s'aplicaria a l'exèrcit i la policia, ni a les operacions estrangeres. La prohibició de viatjar i la congelació d'actius contra persones en la llista de sancions també es van ampliar per un any. Aquesta llista de sancions va ser mantinguda per un comitè que tenia la tasca d'enumerar les persones que estaven en el camí de la pau o l'estabilitat a la República Centreafricana. Entre ells hi havia persones que comerciaven amb l'embargament d'armes i comerciaven en recursos miners il·legals. També es va afegir als criteris la implicació en la comissió de violència sexual.